# Saint-Martin-aux-Chartrains
 Saint-Martin-aux-Chartrains  es una población y comuna francesa, situada en la región de Baja Normandía, departamento de Calvados, en el distrito de Lisieux y cantón de Pont-l'Évêque.

## Demografía
| 262 | 262 | 249 | 309 | 369 | 351 |
| Para los censos de 1962 a 1999 la población legal corresponde a la población sin duplicidades (Fuente: INSEE [Consultar]) |     |     |     |     |     |